# Venezia (regione)
Il toponimo Venezia (e le sue varianti: Venédia-Venétia-Venésia-Venéxia-Vinegia-Venethia) è sia il nome storico della regione di insediamento delle antiche popolazioni venete, grossomodo corrispondente agli attuali Veneto e Friuli, sia il nome dell'odierna città di Venezia.

## Storia e uso del toponimo

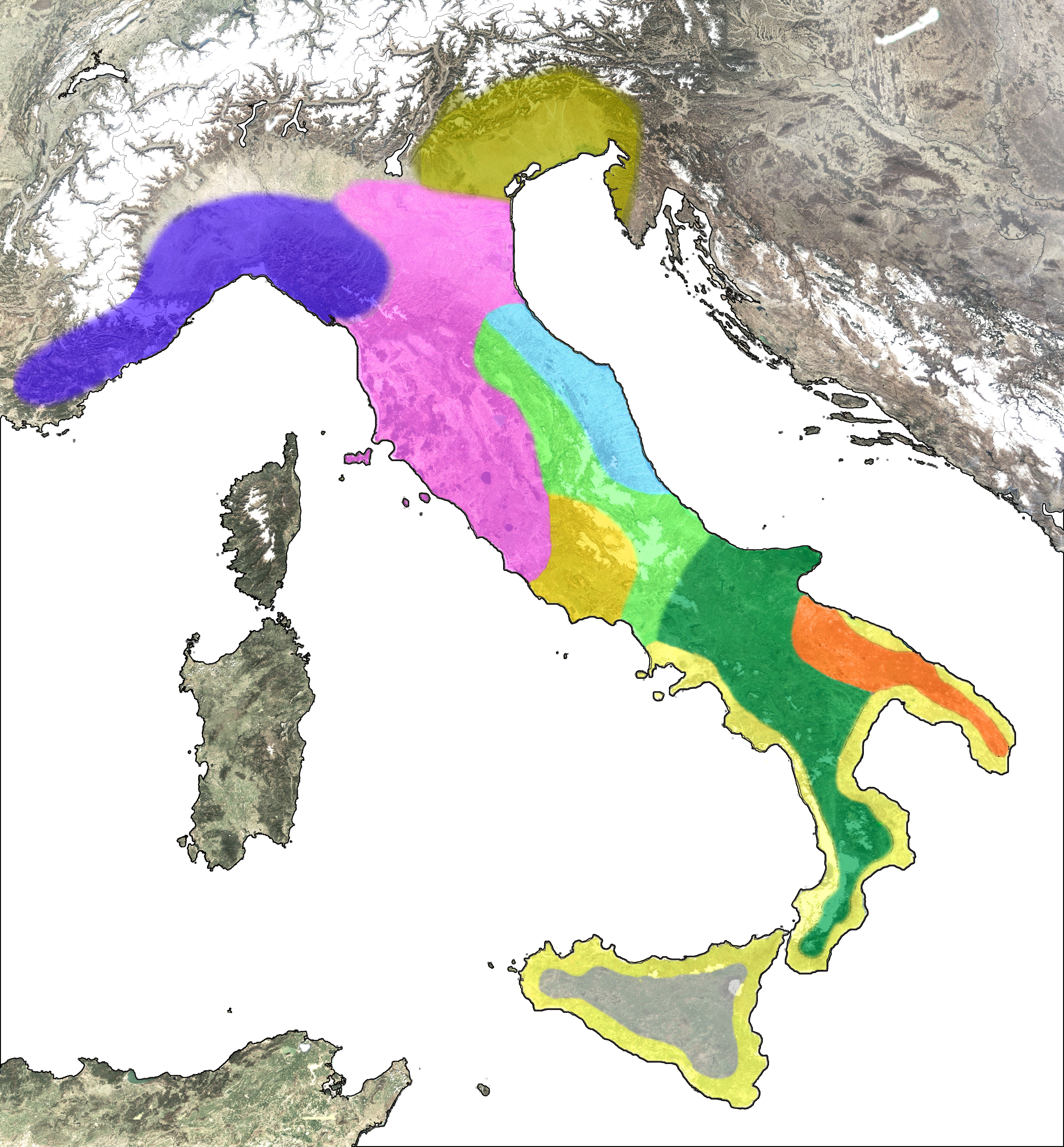
I Popoli dell'Italia antica:
Veneti

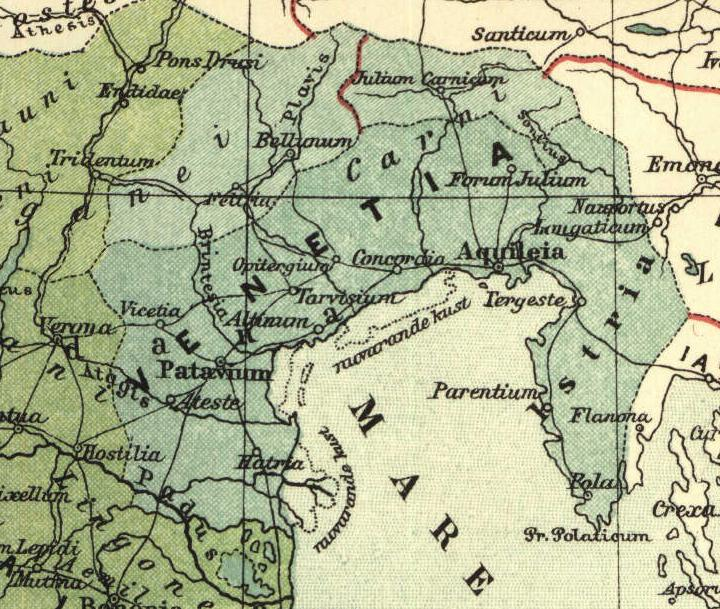
La Regio X Venetia et Histria nel I secolo.

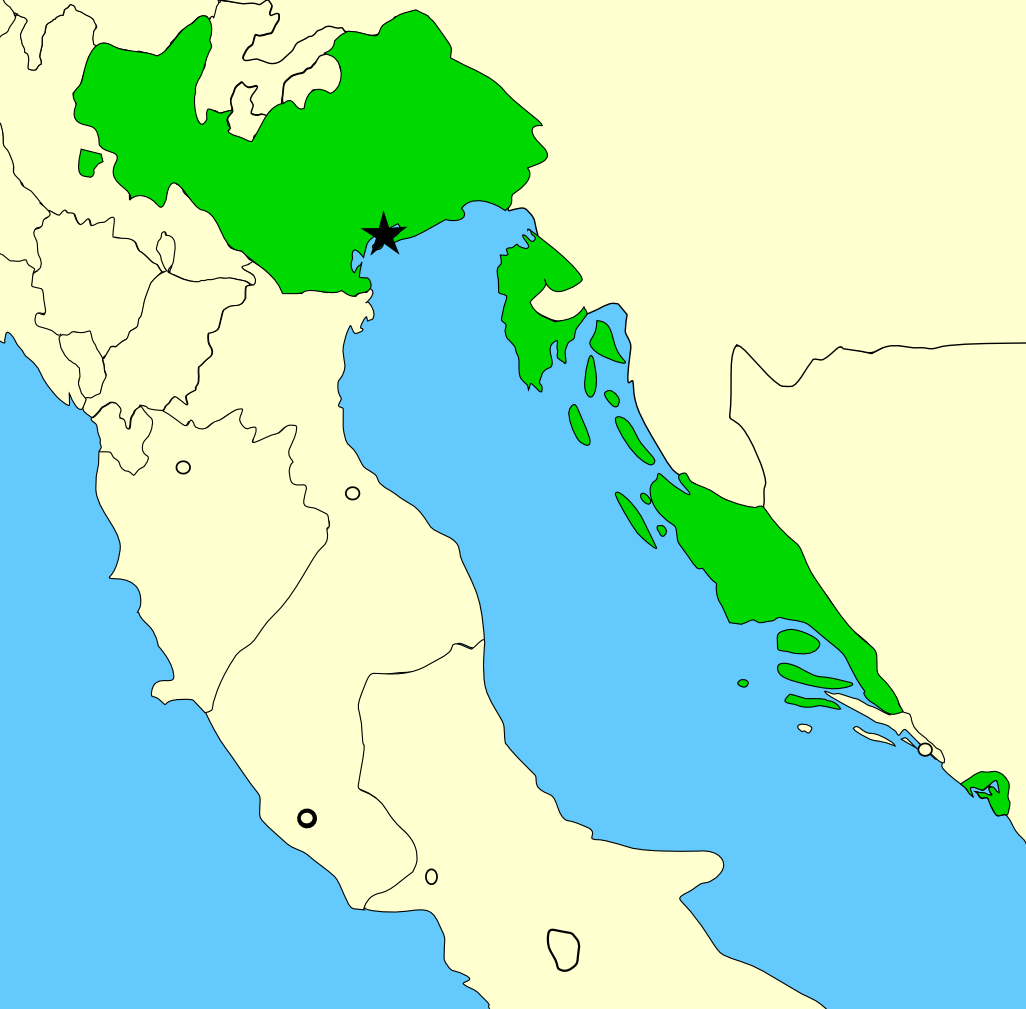
La Repubblica di Venezia nel 1796.

Veneti

### Origine del nome
Il toponimo "Venezia" (e le sue antiche varianti: Venédia-Venétia-Venésia-Venéxia-Vinegia) era utilizzato inizialmente per indicare tutta la terra dei Veneti antichi, corrispondente pressappoco agli attuali Veneto e Friuli. L'etnico Veneti è attestato per diverse popolazioni antiche (compare anche in Asia Minore, in Illiria, in Bretagna e nel Lazio) e riguardo alla sua origine si sono fatte molte supposizioni: la proposta più accreditata vi individua la radice wen-, con il significato di "desiderare" (e quindi i Veneti sarebbero i "beneamati"); e che secondo il Devoto indicherebbe le stesse genti indoeuropee.

### Venezia romana
Tra il III e il II secolo a.C. i Veneti si federarono ai Romani, coi quali iniziarono presto ad assimilarsi, favoriti in questo dalle leggende che indicavano una comune ascendenza troiana per le due popolazioni.
Già parte in età repubblicana della provincia della Gallia cisalpina, nella suddivisione amministrativa augustea dell'Italia del 7 d.C., la Venetia venne a costituire, assieme all'Histria, la X Regione.
Con la tetrarchia di Diocleziano la provincia venne inquadrata nella diocesi d'Italia della Prefettura del Pretorio di Illirico, Italia e Africa. Poi, con la divisione dell'Impero romano alla morte di Teodosio, divenne parte dell'Impero romano d'Occidente e accorpata alla Prefettura del Pretorio di Italia e Africa, come parte della diocesi dell'Italia Annonaria.

### Venezia bizantina
Dopo la caduta dell'Impero romano d'Occidente e le invasioni barbariche del V secolo, la Venezia passò nel 554 sotto il dominio dell'Impero bizantino come parte della Prefettura d'Italia.
L'invasione dei Longobardi, iniziata nel 568, provocò una scissione tra la zona costiera, la Venezia marittima rimasta sotto il controllo bizantino, e l'entroterra della Venezia euganea, caduta in mano longobarda. Nel 580 la Venezia marittima venne inquadrata da Tiberio II Costantino nell'eparchia Annonaria, ma già nel 584, l'imperatore bizantino Maurizio, costituendo l'Esarcato d'Italia, la rese regione a sé stante con il nome greco di Venetikà (Βενετικὰ).

### Venezia ducale
Nel 697 la regione della Venezia marittima venne costituita dai Bizantini in Ducato di Venezia con capitale la città di Heraclia, il quale, col rapido declinare del potere imperiale, si rese sempre più indipendente, sino a divenire uno Stato a sé, retto da un sovrano col titolo di Doge, solo formalmente sottoposto all'Imperatore di Costantinopoli.
Nel 742 la capitale venne trasferita da Heraclia a Metamauco.
Nell'812 la capitale del ducato venne posta nella lagunare città di Rivoalto, che, con il declinare degli altri centri urbani della regione costiera, concentrò progressivamente in sé le risorse del territorio circostante, fino a trasformarsi in una città-stato nota con il nome di Venezia, cioè con il nome della regione stessa di cui era a capo.
Nel corso dei secoli successivi la Repubblica di Venezia estese il proprio controllo al retroterra della Venezia euganea, tuttavia, la necessità di distinzione tra la città, lo Stato e la regione geografica spinse a prevalere per quest'ultima la forma "Veneto" tutt'oggi usata. Con la caduta della Repubblica di Venezia nel 1797 e la successiva dominazione dell'Impero austriaco, l'antico territorio venne unito alla Lombardia nel creare il vicereame del Regno Lombardo-Veneto.

### Le Venezie
Nella seconda metà dell'Ottocento si diffuse in Italia l'uso di riferirsi all'antica regione geografica come alle Tre Venezie, scomposta cioè in:
- Venezia Euganea, corrispondente alla regione pianeggiante e collinosa divisa tra gli odierni Veneto e Friuli;
- Venezia Tridentina, corrispondente alla regione montuosa del Trentino-Alto Adige;
- Venezia Giulia, corrispondente alle regioni dell'Istria peninsulare, dell'altopiano del Carso e della zona litoranea compresa tra Trieste e l'Isonzo.

Si trattava delle terre a cui aspirava il neonato Regno d'Italia, ma che, in quel momento, sottostavano al controllo dell'Austria-Ungheria.
L'unificazione all'Italia delle Venezie giunse solo al termine della prima guerra mondiale, nel 1918.

## Uso odierno del toponimo
Oggigiorno il toponimo Venezia si riferisce alla città lagunare e alla provincia (ora città metropolitana) di cui è capoluogo, e i cui confini geografici sono grossomodo corrispondenti a quelli dell'antico territorio metropolitano del Ducato. Compare inoltre nella denominazione della Regione Friuli-Venezia Giulia.
Secondo i sostenitori del regionalismo veneto, la cosiddetta "Venezia" o più comunemente indicata con "Venetia", corrisponderebbe ai territori della Regione Veneto, alla Lombardia orientale (provincia di Brescia e parti delle province di Bergamo, Mantova e Cremona) al Friuli-Venezia Giulia, oltre che alle zone più meridionali del Trentino, e le coste dell'Istria e della Dalmazia.
Alcuni partiti politici veneti a tendenza indipendentista come Veneto Stato, propongono di riunire questi territori sotto un'unica bandiera.

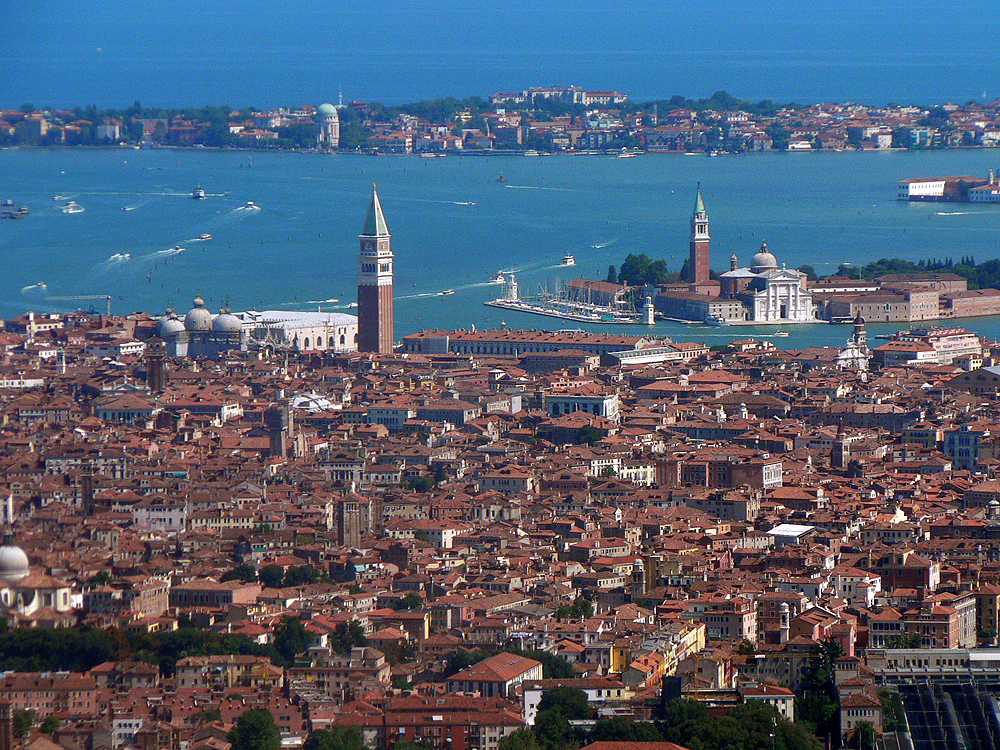
Veduta aerea della città di Venezia.
L'odierna città metropolitana di Venezia.
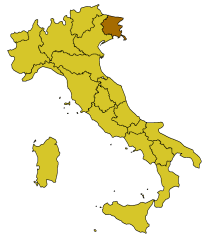
L'odierna Regione Friuli-Venezia Giulia.